# Kristīne Vītola
Kristīne Vītola (Riga, 2 giugno 1991) è una cestista lettone.

## Carriera
Con la Lettonia ha disputato i Campionati mondiali del 2018 e tre edizioni dei Campionati europei (2015, 2017, 2019).